# 레바논 프리미어리그
레바논 프리미어리그(프랑스어: Championnat du Liban de Football/아랍어: الدوري اللبناني لكرة القدم)는 레바논의 프로 축구 1부 리그이며 현재 12개의 팀이 존재한다. 2부 리그인 레바논 2부 리그와 승강제를 실시한다. 1934년 시작되었다. 12개 클럽이 참가하며 하위 두 클럽은 레바논 2부 리그로 강등된다. 알안사르가 13번의 우승을 차지하였으며 1988년부터 1999년까지 11 시즌 연속 우승을 차지하여 세계 기록으로 남아있다.

## 시스템
레바논 프리미어리그는 홈 앤드 어웨이 방식으로 경기를 한다. 순위는 승점제에 의한다.
- 승리 : 3 점
- 무승부 : 1 점
- 패배 : 0 점
- 법정 관리 절차시 : 9 점 삭감

## 순위 결정 방식
순위는 승점에 의하고 승점이 같으면 다음 기준에 따른다.
1. 골득실
2. 다득점
3. 승자승
4. 벌점

## 2024-25 시즌 참가 클럽
| 클럽           | 연고지   | 경기장                 |
| -------------- | -------- | ---------------------- |
| 사파 베이루트  | 베이루트 | 사파 경기장            |
| 살람 수르      | 티레     | 수르 경기장            |
| 샤바브 알사헬  | 다히에   | 베이루트 시립경기장    |
| 알네즈메       | 베이루트 | 라피크 하리리 경기장   |
| 알마바라       | 베이루트 | 알마바라 경기장        |
| 아카 아흘리 FC | 밤둔     | 아민 압델누르 스타디움 |
| 알아헤드       | 베이루트 | 베이루트 시립경기장    |
| 알아흘리 시돈  | 시돈     | 사이다 시립경기장      |
| 알안사르       | 베이루트 | 베이루트 시립경기장    |
| 타다문 수르    | 티레     | 수르 경기장            |
| 트리폴리 SC    | 트리폴리 | 트리폴리 시립경기장    |
| 하싱 베이루트  | 베이루트 | 푸아드 체합 경기장     |

## 역대 우승 클럽
| - 1934 : 알나흐다 - 1935 : 베이루트 아메리칸 대학교 - 1936 : 베이루트 시카 철도 - 1937 : 베이루트 아메리칸 대학교 - 1938 : 베이루트 아메리칸 대학교 - 1939 : 베이루트 시카 철도 - 1941 : 베이루트 시카 철도 - 1942 : 알나흐다 - 1943 : 알나흐다 - 1944 : 라싱 베이루트 - 1945 : 호멘멘 베이루트 - 1946 : 라싱 베이루트 - 1947 : 알나흐다 - 1948 : 라싱 베이루트 - 1949 : 알나흐다 - 1951 : 라싱 베이루트 - 1954 : 호멘멘 베이루트 - 1955 : 라싱 베이루트 | - 1956 : 하싱 베이루트 - 1957 : 호멘멘 베이루트 - 1961 : 호멘멘 베이루트 - 1963 : 라싱 베이루트 - 1965 : 하싱 베이루트 - 1967 : 알샤비바 마즈라 - 1969 : 라싱 베이루트 - 1970 : 하싱 베이루트 - 1973 : 알네즈메 - 1975 : 알네즈메 - 1987 : 살람 즈가르타 - 1988 : 알안사르 - 1989 : 알안사르 - 1990 : 알안사르 - 1991 : 알안사르 - 1992 : 알안사르 - 1993 : 알안사르 - 1994 : 알안사르 | - 1995 : 알안사르 - 1996 : 알안사르 - 1997 : 알안사르 - 1998 : 알안사르 - 1999 : 알안사르 - 2000 : 알네즈메 - 2002 : 알네즈메 - 2003 : 올림픽 베이루트 - 2004 : 알네즈메 - 2005 : 알네즈메 - 2006 : 알안사르 - 2007 : 알안사르 - 2008 : 알아헤드 - 2009 : 알네즈메 - 2010 : 알아헤드 - 2011 : 알아헤드 |  |

## 클럽별 우승 횟수
| 클럽                         | 우승 횟수 |
| ---------------------------- | --------- |
| 알안사르                     | 13        |
| 라싱 베이루트                | 7         |
| 알네즈메                     | 7         |
| 알나흐다                     | 5         |
| 호멘멘 베이루트              | 4         |
| 베이루트 아메리칸 대학교     | 3         |
| 하싱 베이루트                | 3         |
| 베이루트 시카 철도           | 3         |
| 알아헤드                     | 3         |
| 살람 즈가르타                | 1         |
| 알샤비바 마즈라              | 1         |
| 트리폴리 SC(올림픽 베이루트) | 1         |

## 같이 보기
- 레바논 축구 국가대표팀